# Marinestoßtruppkompanie
La única unidad de infantería de marina de las fuerzas armadas alemanas fueron los Marinestoßtruppkompanie (Compañía de asalto naval) o MSK,  una unidad secreta de la Kriegsmarine creada en 1938 en Swinemünde a partir de la Marine-Artillerie.Abteilung 123. Diseñada para llevar a cabo operaciones de asalto como zapadores, no era una unidad de infantería de marina al uso, ya que no realizaban operaciones de desembarco, sino que eran transportados en buques de la marina hasta el objetivo y luego operaban como unidades terrestres convencionales. Tuvieron una participación activa en la conquista de Polonia y fueron ampliamente utilizados en el frente oriental, sufriendo numerosas bajas.

## Inicios
La pequeña unidad operativa, considera una unidad de élite dentro de la Kriegsmarine, tuvo su bautismo de fuego en la Guerra civil española; en septiembre de 1938, un batallón al mando del Leutnant Walter Schug embarcó en el acorazado Deutschland rumbo a la isla de Ibiza, con el objetivo de neutralizar una estación de radio republicana. 
En marzo de 1938, la MSK participó en la ocupación de Memelland. La 3. Marine-Stoßtrupp-Kompanie zarpó desde Swinemünde a bordo de torpederas y desembarcaron en Memel el 23 de marzo de 1939. No llegaron a entrar en combate ya que la guarnición lituana capituló sin ofrecer resistencia. 
Bajo el mando del Oberleutnant Wilhem Henningsen, la unidad comenzó a prepararse para futuras operaciones.

## Polonia
El 24 de agosto de 1939, un destacamento de 250 hombres del MSK embarcaron en el dragaminas M-1, en Memel, y fueron transportados a bordo del Schlesien, en vísperas del comienzo de la invasión de Polonia. Su objetivo era asaltar y ocupar el bastión polaco que defendía la península de Westerplatte, en el puerto de Danzig. El asalto, que debía haber durado unas pocas horas, se convirtió en un asedio de una semana, con importantes bajas para la unidad de marines.
Tras la caída de la fortaleza, la unidad participó en la ocupación de Gdynia y en la batalla de la península de Hel.

## Francia
En 1940, la unidad fue reforzada, convirtiéndose en la Marine-Stosstrupp-Abteilung o MSA, formada por 6 compañías. Desde julio de 1940 hasta marzo de 1941 tomó parte en la ocupación de Noruega y Normandía, donde comenzaron a prepararse para asaltar las islas del Canal de la Mancha. Tras cancelarse la invasión de Gran Bretaña, quedaron como tropas de guarnición en Francia.

## Frente oriental y final de la guerra
En verano de 1941, la unidad fue destinada al frente del este, donde sufriría enormes bajas. 
En enero de 1942 fue renombrada como Marine-Artillerie-Abteilung 531, combatiendo en la batalla de Leningrado entre 1941 y 1944, Narva en 1944, la Operación Tanne Ost en 1944, la defensa de la Isla de Oesel y finalmente, ya en 1945, en Gotenhafen y la península de Hel.
Tras ser retirada del frente del Este, participó en combates en el este de Prusia, antes de ser evacuada a Schleswig-Holstein en agosto de 1945.